# Каража

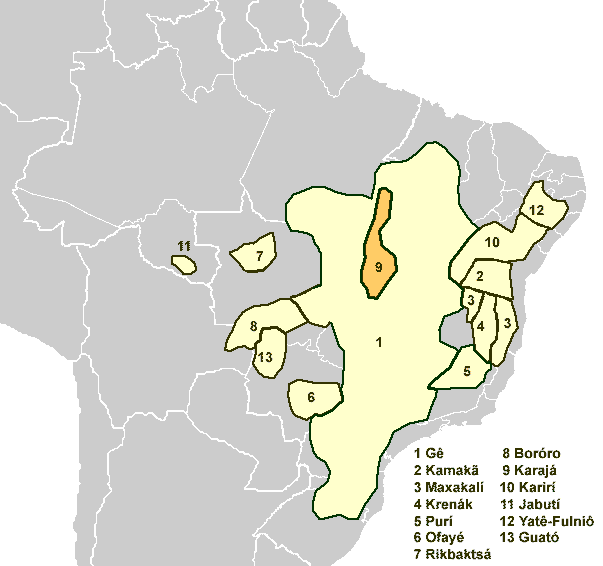
Ареал расселения каражи (выделен оранжевым цветом).

Каража́ (порт. Carajás) — индейский народ, живущий вдоль берегов реки Арагуая и на острове Бананал в бразильских штатах Токантинс, Гояс и Мату-Гросу. Говорят на языке каража, входящем в макро-же языки. Характерной особенностью является татуировка на лице в виде двух кругов. Первая встреча народа с европейцами состоялась в 1673 году. В 1811 году Бразильская империя вела войну с каража и соседними народами. С середины XX века территория проживания народа была взята под охрану.

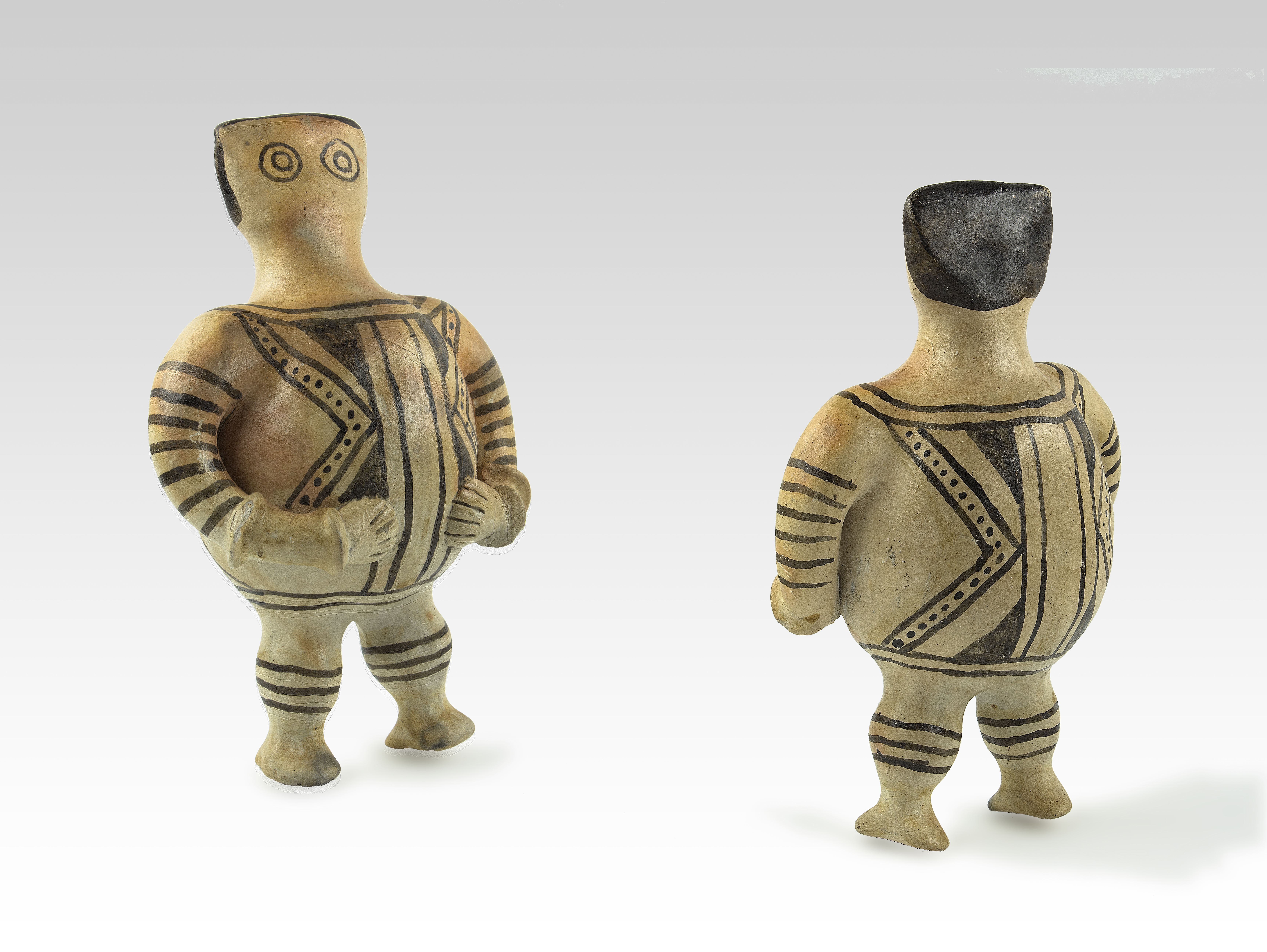
керамическая статуэтка — Тулузский музей
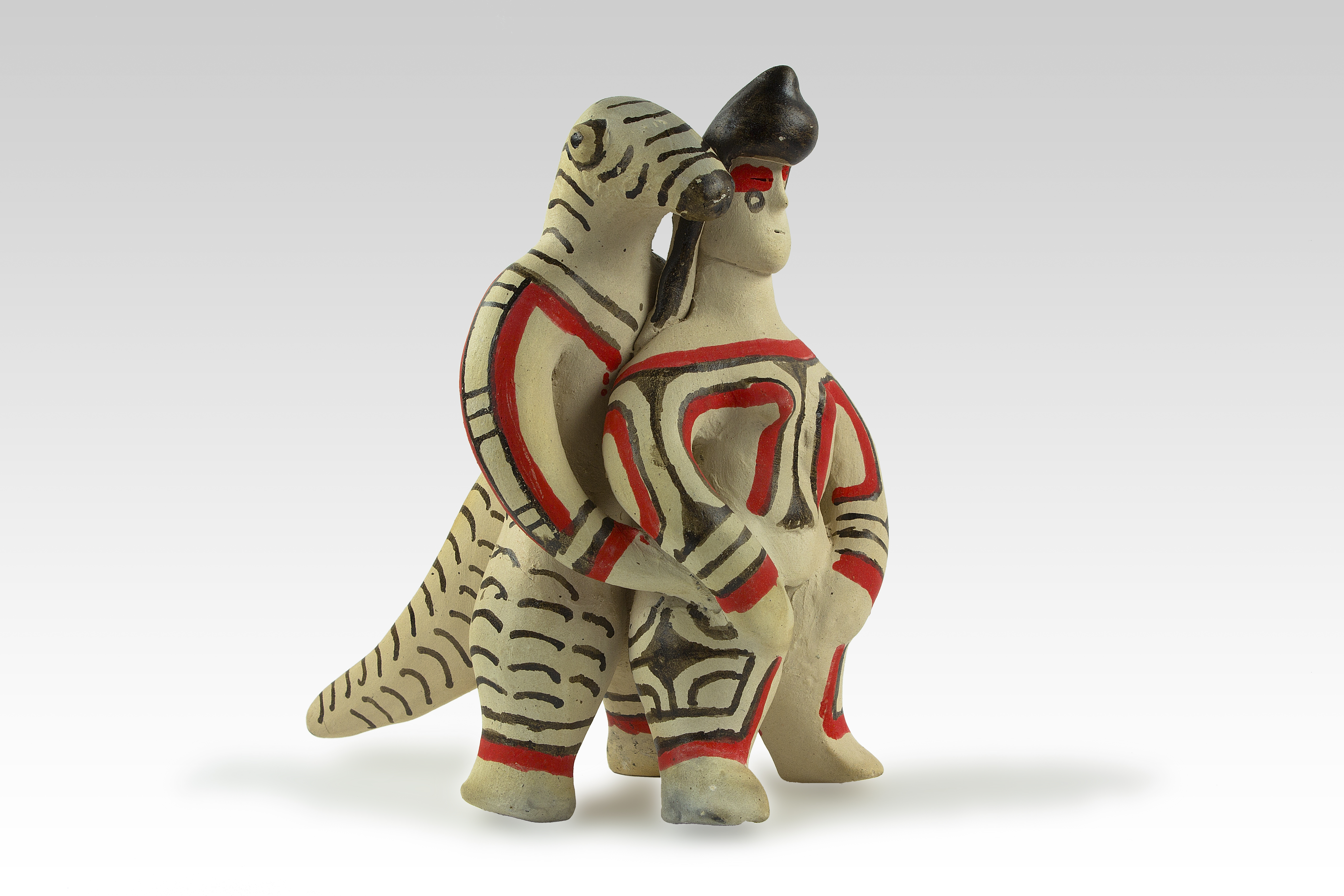
керамическая статуэтка — Тулузский музей